# Lijst van voetbalinterlands Nederland - Tsjecho-Slowakije
Deze lijst van voetbalinterlands is een overzicht van alle officiële voetbalwedstrijden tussen de nationale teams van Nederland en Tsjecho-Slowakije. De landen hebben tien keer tegen elkaar gespeeld. De eerste ontmoeting, een vriendschappelijke wedstrijd, was op 18 april 1927 in Amsterdam. Dit was een wedstrijd tegen de amateurs van Tsjecho-Slowakije. Het laatste duel, eveneens een vriendschappelijke wedstrijd, vond plaats op 10 september 1986 in Praag.

## Wedstrijden
| №  | № Int NED | Plaats    | Datum             | Competitie        | Wedstrijd                           | Uitslag |
| -- | --------- | --------- | ----------------- | ----------------- | ----------------------------------- | ------- |
| 1  | 87        | Amsterdam | 18 april 1927     | Vriendschappelijk | Nederland – Tsjecho-Slowakije (am.) | 8 – 1   |
| 2  | 120       | Amsterdam | 29 mei 1932       | Vriendschappelijk | Nederland – Tsjecho-Slowakije       | 1 – 2   |
| 3  | 152       | Le Havre  | 5 juni 1938       | WK 1938           | Nederland – Tsjecho-Slowakije       | 0 – 3   |
| 4  | 251       | Praag     | 30 oktober 1960   | Vriendschappelijk | Tsjecho-Slowakije – Nederland       | 4 – 0   |
| 5  | 289       | Amsterdam | 6 november 1966   | Vriendschappelijk | Nederland – Tsjecho-Slowakije       | 1 – 2   |
| 6  | 305       | Rotterdam | 16 april 1969     | Vriendschappelijk | Nederland – Tsjecho-Slowakije       | 2 – 0   |
| 7  | 322       | Praag     | 30 augustus 1972  | Vriendschappelijk | Tsjecho-Slowakije – Nederland       | 1 – 2   |
| 8  | 355       | Zagreb    | 16 juni 1976      | EK 1976           | Tsjecho-Slowakije – Nederland       | 3 – 1   |
| 9  | 391       | Milaan    | 17 juni 1980      | EK 1980           | Nederland – Tsjecho-Slowakije       | 1 – 1   |
| 10 | 431       | Praag     | 10 september 1986 | Vriendschappelijk | Tsjecho-Slowakije – Nederland       | 1 – 0   |

- (am.) = Tsjecho-Slowaaks amateurelftal

## Samenvatting
| Competitie        | Totaal gespeeld | Winst Nederland | Gelijk | Winst Tsjecho-Slowakije | Doelsaldo Nederland – Tsjecho-Slowakije |
| ----------------- | --------------- | --------------- | ------ | ----------------------- | --------------------------------------- |
| WK-eindronde      | 1               | 0               | 0      | 1                       | 0 − 3                                   |
| EK-eindronde      | 2               | 0               | 1      | 1                       | 2 − 4                                   |
| Vriendschappelijk | 7               | 3               | 0      | 4                       | 14 − 11                                 |
| Totaal            | 10              | 3               | 1      | 6                       | 16 − 18                                 |

Wedstrijden bepaald door strafschoppen worden, in lijn met de FIFA, als een gelijkspel gerekend.

## Details

### Eerste ontmoeting
| Vriendschappelijk (Amsterdam, Nederland, 18 april 1927):                                                                   |       |                         |
| Nederland | 8 – 1 | Tsjecho-Slowakije (am.) |
| Leo Ghering 12' Pierre Massy 20' Wim Tap 37' Leo Ghering 39' Felix Smeets 46' Wim Tap 57' Leo Ghering 59' Pierre Massy 63' | goals | 81' Martin Janhuber     |

### Tweede ontmoeting
| Vriendschappelijk (Amsterdam, Nederland, 29 mei 1932): |       |                                     |
| Nederland                                              | 1 – 2 | Tsjecho-Slowakije                   |
| Otto Bonsema 17'                                       | goals | 24' Josef Silný 65' Oldřich Nejedlý |

### Tiende ontmoeting
| Vriendschappelijk (Praag, Tsjecho-Slowakije, 10 september 1986): |       |           |
| Tsjecho-Slowakije                                                | 1 – 0 | Nederland |
| Ivo Knoflíček 41'                                                | goals |           |